# 미완성 교향곡
미완성 교향곡은 다양한 이유로 작곡가가 미완성으로 남긴 교향곡을 말한다. 전형적인 미완성 교향곡은 프란츠 슈베르트의 교향곡 8번 (슈베르트의 미완성 교향곡이라고도 함)으로 1822년 사망하기 6년전에 만들어졌다.

## 미완성 교향곡 목록
미완성 교향곡은 다음과 같다:
- 베토벤의 교향곡 10번
- 슈베르트의 교향곡 8번

## 같이 보기
- 9번의 저주